# Valeria Milillo
Valeria Milillo (Milano, 25 settembre 1966) è un'attrice e regista italiana.

## Biografia
Attrice poliedrica, è passata dalla fiction televisiva al cinema ed al teatro. Debutta nel 1986 nel film Il commissario Lo Gatto di Dino Risi. La Milillo non ha poi proseguito gli studi universitari ma ha deciso di intraprendere la carriera attoriale, pur non frequentando corsi di recitazione. Nel corso degli anni ha recitato in molte fiction Mediaset, tra cui Distretto di Polizia, L'onore e il rispetto, Sangue caldo,
Caterina e le sue figlie, Il peccato e la vergogna, e Furore.
Valeria Milillo ha interpretato tre ruoli differenti di uno stesso lavoro nei ruoli di Cecilia, Sofia e Rossana in Due partite di Cristina Comencini, prima nella messa in scena teatrale e poi nella trasposizione cinematografica diretta da Enzo Monteleone. Tra le opere teatrali più recenti Sinfonia d'autunno, da Ingmar Bergman, per la regia di Gabriele Lavia, e The Pride, per la regia di Luca Zingaretti.

### Vita privata
È sposata con l'attore e regista teatrale Luigi Saravo.

## Filmografia

### Attrice

#### Cinema
- Il commissario Lo Gatto, regia di Dino Risi (1986)
- Tracce di vita amorosa, regia di Peter Del Monte (1990)
- Americano rosso, regia di Alessandro D'Alatri (1991)
- La fine è nota, regia di Cristina Comencini (1993)
- Babylon: la paura è la migliore amica dell'uomo, regia di Guido Chiesa (1994)
- La seconda volta, regia di Mimmo Calopresti (1995)
- Uomo d'acqua dolce, regia di Antonio Albanese (1997)
- La parola amore esiste, regia di Mimmo Calopresti (1998)
- A casa di Irma, regia di Alberto Bader (1999)
- Non aver paura, regia di Angelo Longoni (2005)
- Non prendere impegni stasera, regia di Gianluca Maria Tavarelli (2006)
- Un gioco da ragazze, regia di Matteo Rovere (2008)
- Due partite, regia di Enzo Monteleone (2009)
- È nata una star?, regia di Lucio Pellegrini (2012)
- Nottetempo, regia di Francesco Prisco (2014)
- Troppo azzurro, regia di Filippo Barbagallo (2024)

#### Televisione
- A cena col vampiro, regia di Lamberto Bava – film TV (1988)
- Non siamo soli, regia di Paolo Poeti – miniserie TV (1992)
- Pubblimania (Raitre, 1993)
- Due volte vent'anni, regia di Livia Giampalmo (1994)
- Solo x te, regia di Maria Carmela Cicinnati e Peter Exacoustos (1998)
- Il gioko, regia di Lamberto Bava (1999)
- Un colpo al cuore, regia di Alessandro Benvenuti (2000)
- Uno bianca, regia di Michele Soavi - miniserie TV (2001)
- Cuccioli, regia di Paolo Poeti - miniserie TV (2002)
- Onora il padre, regia di Gianpaolo Tescari - miniserie TV (2002)
- Distretto di Polizia, 10 episodi - serie TV (2002-2006)
- Le stagioni del cuore - miniserie TV (2004)
- Caterina e le sue figlie - serie TV (2005-2010)
- Il commissario Montalbano, film TV Il gioco delle tre carte, regia di Alberto Sironi (2006)
- Il vizio dell'amore, episodio La frase, regia di Mariano Cirino (2006)
- Mogli a pezzi, regia di Alessandro Benvenuti  - miniserie TV (2008)
- L'onore e il rispetto - Parte seconda, regia di Salvatore Samperi e Luigi Parisi (2009)
- So che ritornerai, regia di Eros Puglielli - film TV (2009)
- Nemici amici - I promessi suoceri, regia di Giulio Manfredonia - film TV (2010)
- Il peccato e la vergogna - serie TV, 10 episodi (2010-2014)
- Sangue caldo - miniserie TV (2011)
- Né con te né senza di te, regia di Vincenzo Terracciano - miniserie TV (2012)
- Rodolfo Valentino - La leggenda, regia di Alessio Inturri - miniserie TV (2014)
- Furore - serie TV (2014)
- Solo per amore, regia di Raffaele Mertes e Daniele Falleri – serie TV, 7 episodi (2015)
- Don Matteo, registi vari  – serie TV, episodio 13x09 (2022)
- Viola come il mare, regia di Francesco Vicario – serie TV, 10 episodi (2022-in corso)
- The Swarm - Il quinto giorno, registi vari - serie TV, 8 episodi (2023)
- Le onde del passato, regia di Giulio Manfredonia – serie TV, 12 episodi (2025)

#### Cortometraggi
- In pollo veritas, regia di Linda Fratini (2014)
- Burning Red, regia di Fabrizio Ancillai (2020)

### Regista
- Timeline – cortometraggio (2017)

## Teatro
- La valigia, di Marco Tesei, regia di Julio Salinas, Roma, Teatro Tordinona, 16 maggio 1987.
- Les Liasons Dangereuses, di Christopher Hampton, regia di Antonio Calenda, Roma, Teatro Eliseo, 4 ottobre 1988.
- Nel vuoto, di Giuseppe Manfridi, regia di Ennio Coltorti, Roma, Sala Umberto, 30 settembre 1989.
- Come prima, meglio di prima, di Luigi Pirandello, regia di Luigi Squarzina, Napoli, Teatro Mercadante, 2 febbraio 1990.
- La scuola delle mogli, di Molière, regia di Mario Scaccia, Roma, Teatro Quirino, 5 maggio 1992.
- L'aquila bambina, di Antonio Syxty, regia di Luca Ronconi, Milano, Teatro dell'Elfo, 22 settembre 1992.
- Terremoto con madre e figlia, di Fabrizia Ramondino, regia di Mario Martone, Asti Teatro, 30 giugno 1993.
- L'affare Makropulos, di Karel Čapek, regia di Luca Ronconi, Genova, Teatro della Corte, 9 novembre 1993.
- Otello, di William Shakespeare, regia di Gabriele Lavia, Novara, Teatro Coccia, 25 gennaio 1995.
- Teorema, di Giorgio Battistelli, regia di Luca Ronconi, Borghetto Flaminio di Roma, 8 maggio 1996.
- Il lutto si addice ad Elettra, di Eugene O'Neill, regia di Luca Ronconi, Roma, Teatro Argentina, 20 febbraio 1997.
- I fratelli Karamazov, di Fëdor Dostoevskij, regia di Luca Ronconi, Roma, Teatro Argentina, 23 gennaio 1998.
- Lo zoo di vetro, di Tennessee Williams, regia di Werner Schroeter, Cuneo, Teatro Toselli, 15 gennaio 1999
- Il misantropo, di Molière, regia di Gabriele Lavia, Torino, Teatro Carignano, 21 marzo 2000.
- Odissea di Omero, regia di Matteo Tarasco, Siracusa, dal 29 maggio al 1º luglio 2001.
- Storia d'amore e d'anarchia, testo e regia di Lina Wertmüller, Roma, Teatro Eliseo, 18 ottobre 2003.
- Teresa di Gesù, testo e regia di Luigi Saravo, Roma, Teatro Sala Uno, 14 dicembre 2004.
- Due partite, testo e regia di Cristina Comencini, Roma, Teatro Valle, 7 aprile 2006.
- Sapore di sale, testo e regia di Luigi Saravo, Roma, Teatro Vascello, 7 maggio 2009.
- Ben più rumore di una dorata cupola di stelle, da Alda Merini, regia di Valeria Milillo, Planetario di Roma, 7 marzo 2010.
- Il panico, di Rafael Spregelburd, regia di Luca Ronconi, Milano, Piccolo Teatro Strehler, 15 gennaio 2013.
- Sinfonia d'autunno, di Ingmar Bergman, regia di Gabriele Lavia, Teatro Cucinelli di Solomeo, 5 settembre 2014.
- The Pride, di Alexi Kaye Campbell, regia di Luca Zingaretti, Torino, Teatro Carignano, 10 novembre 2015.

## Programmi televisivi
- Firmato Rai Uno (2013-2017)

## Radio
- Occhi belli, quadri brutti, di Mario Vargas Llosa, regia di Marco Parodi, 16 ottobre 1994.
- Il vento notturno, di Ugo Betti, regia di Ida Bassignano, 1998
- La commedia della vanità, di Elias Canetti, regia di Giorgio Pressburger, 1998
- Le conspose, di Fatima Gallaire, regia di Marco Martinelli, 24 marzo 2000.

## Riconoscimenti
- Nastro d'argento
  - 2009 – Candidatura alla migliore attrice non protagonista per Due partite

- Ciak d'oro
  - 1996 – Candidatura alla migliore attrice non protagonista per La seconda volta